# Dasychira
Dasychira là một chi bướm đêm thuộc họ Erebidae.

## Các loài
- Dasychira alboschistacea Rothschild, 1915
- Dasychira atrivenosa (Palm, 1873)
- Dasychira basiflava (Packard, [1865])
- Dasychira celaenica Collenette, 1955
- Dasychira cinnamomea (Grote & Robinson, 1866)
- Dasychira dominickaria Ferguson, 1978
- Dasychira dorsipennata (Barnes & McDunnough, 1919)
- Dasychira griseata (Rothschild, 1915)
- Dasychira grisefacta – Pine Tussock (Dyar, 1911)
- Dasychira groetscheli Bryk, 1934
- Dasychira hadromeres Collenette, 1955
- Dasychira ibele Collenette, 1955
- Dasychira leucophaea (Smith, 1797)
- Dasychira manto (Strecker, 1900)
- Dasychira matheri Ferguson, 1978
- Dasychira meridionalis (Barnes & McDunnough, 1913)
- Dasychira mescalera Ferguson, 1978
- Dasychira nigrita (Rothschild, 1915)
- Dasychira obliquata (Grote & Robinson, 1866)
- Dasychira pinicola (Dyar, 1911)
- Dasychira plagiata – Northern Pine Tussock (Walker, 1865)
- Dasychira plagosa Rothschild, 1915
- Dasychira rana Collenette, 1932
- Dasychira tephra Hübner, [1809]
- Dasychira vagans (Barnes & McDunnough, 1913)

## Hình ảnh

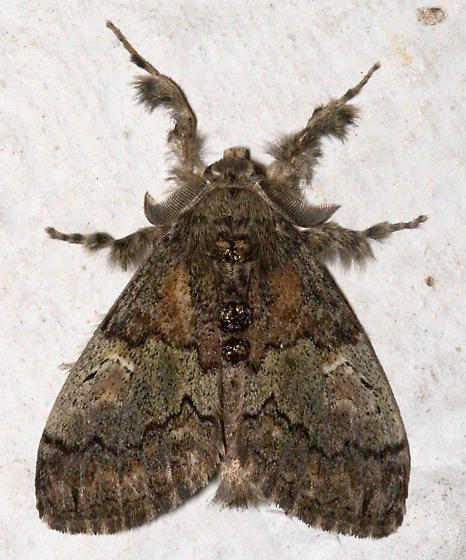